# Átila Nunes Filho
Átila Nunes Pereira Filho (Rio de Janeiro, nascido em 14 de dezembro de 1948) é um político brasileiro filiado ao MDB. É conhecido por sua ligação com a Umbanda e pela defesa dos direitos do consumidor. É filho de Átila Nunes Pereira, grande difusor da religião umbandista, falecido em 1968, e pai de Átila Nunes Neto (falecido em 2012) e Átila Alexandre Nunes Pereira.
Coordena a primeira rádio dedicada 100% aos cultos afro-brasileiros, a Rádio Melodias de Terreiro. É casado com Tânia Pereira Nunes.

## Biografia
É jornalista, advogado e publicitário.
Foi secretário de Trabalho e Habitação do Estado, presidente da Comissão de defesa do Consumidor da Assembleia Legislativa do Rio por 15 anos, presidente do Riocentro, presidente da Comissão de Saúde e de Meio Ambiente da Alerj. Em 2009, exerceu seu décimo mandato de deputado estadual, sendo presidente da Comissão de Saúde e membro de outras comissões técnicas, inclusive a de Justiça.
É autor da Lei 5931/11 que cria a Decradi – Delegacia de Crimes Raciais e Delitos de Intolerância. A delegacia tem a finalidade de combater crimes cuja motivação tenha sido preconceito ou intolerância contra pessoas, entidades, patrimônios públicos ou privados.
Foi reeleito em 2014 para a legislatura 2015-2019 da Alerj com 25 042 votos.
Em abril de 2015, em polêmica votação, foi um dos parlamentares a votar a favor da nomeação de Domingos Brazão para o Tribunal de Contas do Estado do Rio de Janeiro, nomeação esta muito criticada na época. No dia 20 de fevereiro de 2017, foi um dos 41 deputados estaduais a votar a favor da privatização da CEDAE.
Em 17 de novembro de 2017, votou pela revogação da prisão dos deputados Jorge Picciani, Paulo Melo e Edson Albertassi, denunciados na Operação Cadeia Velha, acusados de integrar esquema criminoso que contava com a participação de agentes públicos dos poderes Executivo e do Legislativo, inclusive do Tribunal de Contas, e de grandes empresários da construção civil e do setor de transporte.
No início de 2018, um projeto de sua autoria tornou-se a Lei 7853/18, que determina que as ligações de telemarketing só possam ser realizada de segunda a sexta, das 8h às 18h, proibindo também as empresas de usarem números privativos, que o consumidor não possa identificar a origem, e determinando que a identificação da companhia deve ser feita logo no início da chamada.
Nas eleições de 2018, Átila Nunes não foi reeleito deputado estadual para a 12ª legislatura (2019–2023) da Assembleia Legislativa do Estado do Rio de Janeiro (Alerj). No pleito, como candidato do Movimento Democrático Brasileiro (MDB), Átila obteve 25.934 votos, ficando inicialmente com a 1ª suplência do partido.

## Carreira jornalística
- Programa Reclamar Adianta / Rádio Bandeirantes AM 1360, de segunda à sexta feira das 10 ao meio dia.
- Programa Reclamar Adianta / TV Bandeirantes transmitido aos sábados, às 9h30.
- Um Minuto em Defesa do Consumidor, programa produzido e enviado para 1.153 emissoras de rádio em todo o país.
- Programa Melodias de Terreiro, toda segunda-feira, de 23 h à meia noite, pela Rádio Metropolitana AM 1090, do Rio de Janeiro.

## Controvérsias

### Relatório sobre transações bancárias suspeitas
Em dezembro de 2018, veio à tona  um relatório de 422 páginas do Conselho de Controle de Atividades Financeiras (Coaf) que havia sido anexado pelo Ministério Público Federal à investigação que origem à Operação Furna da Onça e que ganhou grande repercussão nacional por envolver um ex-assessor parlamentar de Flávio Bolsonaro, filho do presidente Jair Bolsonaro.  O documento reúne informações a respeito de operações bancárias de 75 funcionários e ex-servidores da Assembleia Legislativa do Estado do Rio de Janeiro (Alerj) citadas em comunicados sobre transações financeiras suspeitas. As operações suspeitas, que envolvem pessoas que trabalham ou trabalharam em 20 gabinetes de deputados estaduais do Rio de Janeiro de diferentes matizes ideológicas, totalizam mais de R$ 207 milhões.
O relatório do Coaf apontou que funcionários do gabinete de Átila Nunes na Alerj movimentaram um total de R$ 2,2 milhões entre janeiro de 2016 e janeiro de 2017. Por meio de nota, Átila afirmou que não tem qualquer razão para colocar em dúvida o comportamento dos funcionários de seu gabinete e que eles sempre gozaram de sua absoluta confiança. Já o Ministério Público Federal, em nota, esclareceu que nem todas as movimentações atípicas citadas no documento seriam, necessariamente, ilícitas.